# Trzebieszewo
Trzebieszewo (deutsch Tribsow) ist ein Dorf in der polnischen Woiwodschaft Westpommern. Es gehört zur Gmina Kamień Pomorski (Gemeinde Cammin) im Powiat Kamieński (Camminer Kreis).

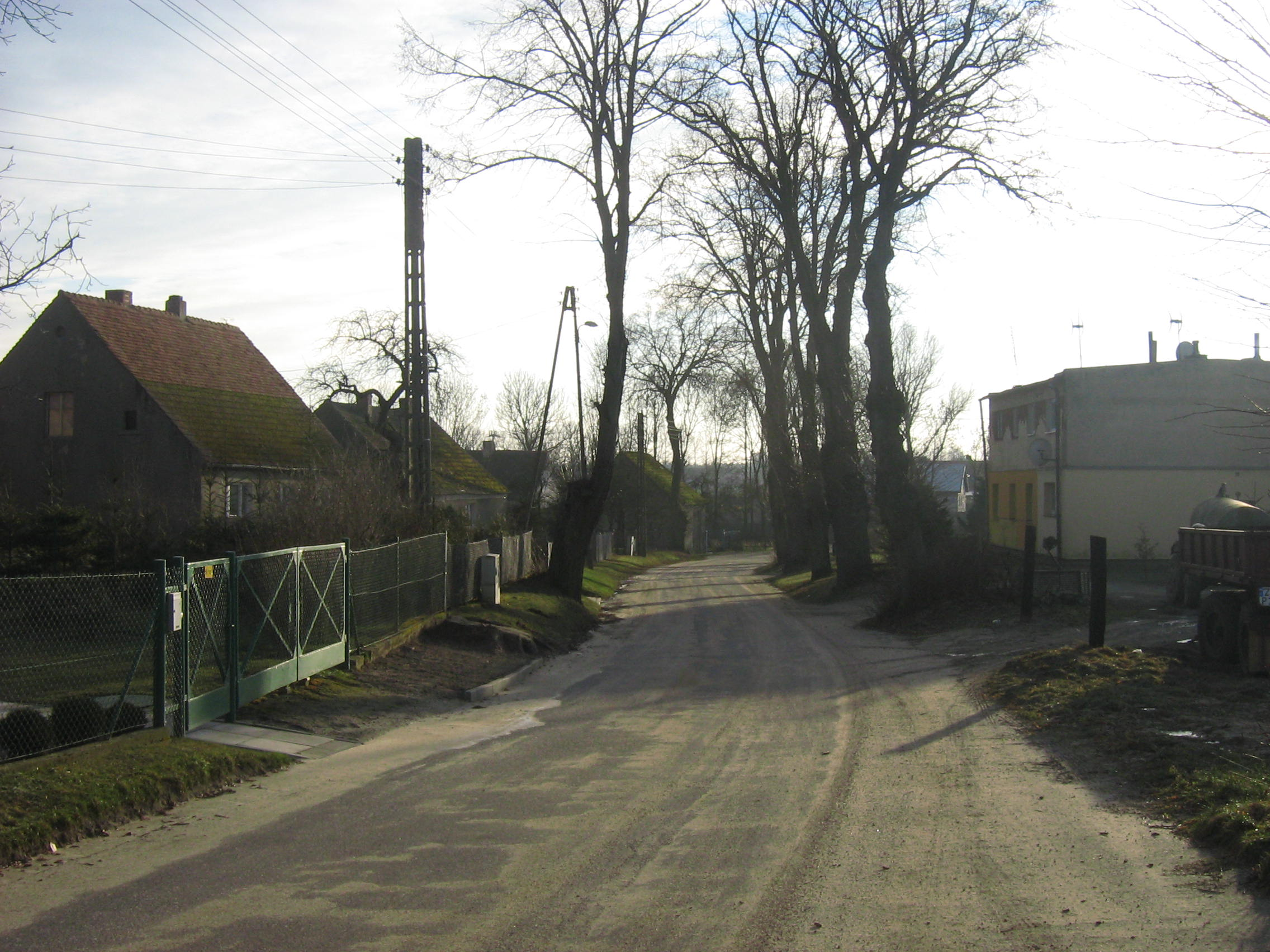
Dorfstraße (2009)

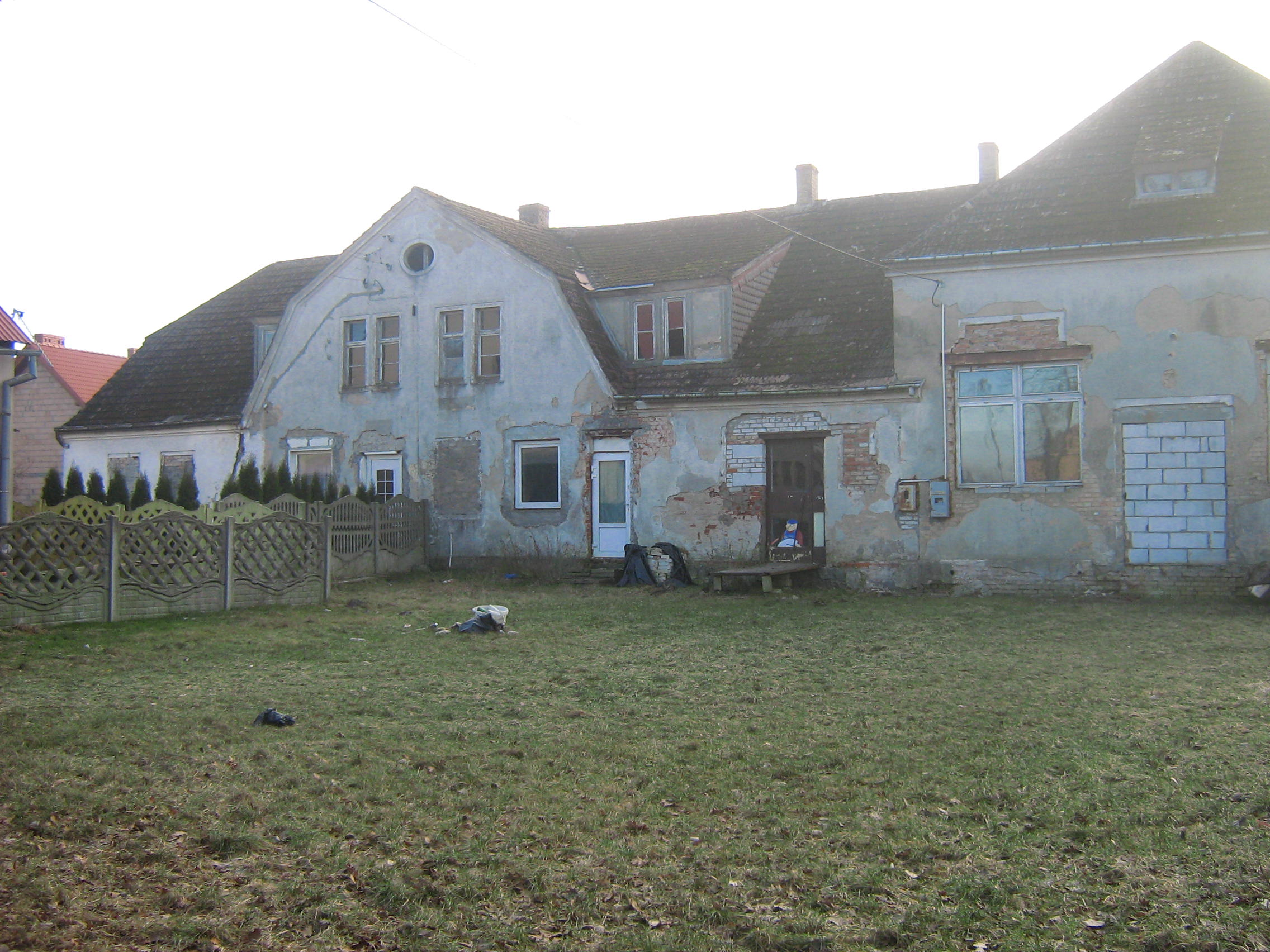
Ehemaliges Gutshaus Tribsow (2009)

## Geographische Lage
Das Dorf liegt in Hinterpommern,  fünf Kilometer östlich der Stadt Kamień Pomorski (Cammin i. Pom.) und  etwa 65 Kilometer nördlich von Stettin.

## Geschichte
Die Ortschaft wurde 1331 erstmals urkundlich erwähnt, und zwar als Herkunftsort eines Pribbeslaus de Tribsow. Tribsow war Stammsitz der Familie Witten. Im 15. Jahrhundert waren neben den Witten auch die Brüsewitz im Ort ansässig. In den Jahren 1520 und 1633 gehen deren Anteile durch Verkauf und Tausch in den Besitz der Stadt Cammin über. Im Jahr 1628 versteuern die Stadt Cammin 12 Hh, die Witten neun Hh, fünf Kossätenhöfe, eine Mühle und einen Gasthof.
Um das Jahr 1780  hatte das Kirchdorf einen Prediger, einen Küster und ein Predigerwitwenhaus. Zum Anteil der Stadt Cammin, der etwa die Hälfte des Dorfs ausmachte, gehörten sieben Bauern, zwei Kossäten, vier Büdner und insgesamt 13 Haushaltungen,  zum adligen Anteil, der sich im Besitz der Wittens befand, ein Ackerwerk mit einer Schäferei, vier Vollbauern, ein Halbbauer, ein Kossäte und insgesamt 13 Haushaltungen.
Um das Jahr 1870 hatte das städtische Dorf 26 Wohngebäude und 274 Einwohner, von denen 52 Grundbesitz in der 422 Hektar großen Feldmark hatten. Das adlige Dorf hatte 33 Grundeigentümer, 114 Hektar und 263 Einwohner. Auf dem Rittergut mit 309 Hektar standen elf Wohngebäude, in denen 18 Personen lebten.
Um 1930 gab es in Tribsow drei Wohnorte, in denen zusammen 82 Wohnhäuser standen:
1. Bahnhof Tribsow
2. Kiewitzkaten
3. Tribsow

Im Jahr 1925 wurden in Tribsow 491 Einwohner gezählt, die auf 114 Haushaltungen verteilt waren.  Im Jahr 1939 hatte das Dorf insgesamt 435 Einwohner. 1939 befand sich das Gut, das eine Größe von 152 Hektar hatte, im Besitz der Familie Wagner. Die Windmühle (Baujahr 1878) war Eigentum von  G. Buth.
Bis 1945 gehörte Tribsow zum Landkreis Cammin i. Pom. der preußischen Provinz Pommern des Deutschen Reichs. Tribsow war Sitz des Amtsbezirks Tribsow.
Gegen Ende des Zweiten Weltkriegs wurde  Tribsow ohne vorherige rechtzeitige Benachrichtigung der Bevölkerung am 5. März 1945 um 14 Uhr von  sowjetischen Panzern  überrollt. Nur zwei Familien gelang die Flucht über Schwenz. Die Männer wurden verschleppt, und im Dorf wurden zahlreiche Gräueltaten verübt. Nach Beendigung der Kampfhandlungen wurde Tribsow seitens der sowjetischen Besatzungsmacht der Volksrepublik Polen zur Verwaltung überlassen. Tribsow wurde unter der polonisierten Ortsbezeichnung  Trzebieszewo verwaltet. Bald nach Übernahme der Verwaltung durch die Polen begann im Sommer 1945 in der Region die Ausweisung der einheimischen Einwohner, die im selben Jahr weitgehend abgeschlossen war.

## Kirche

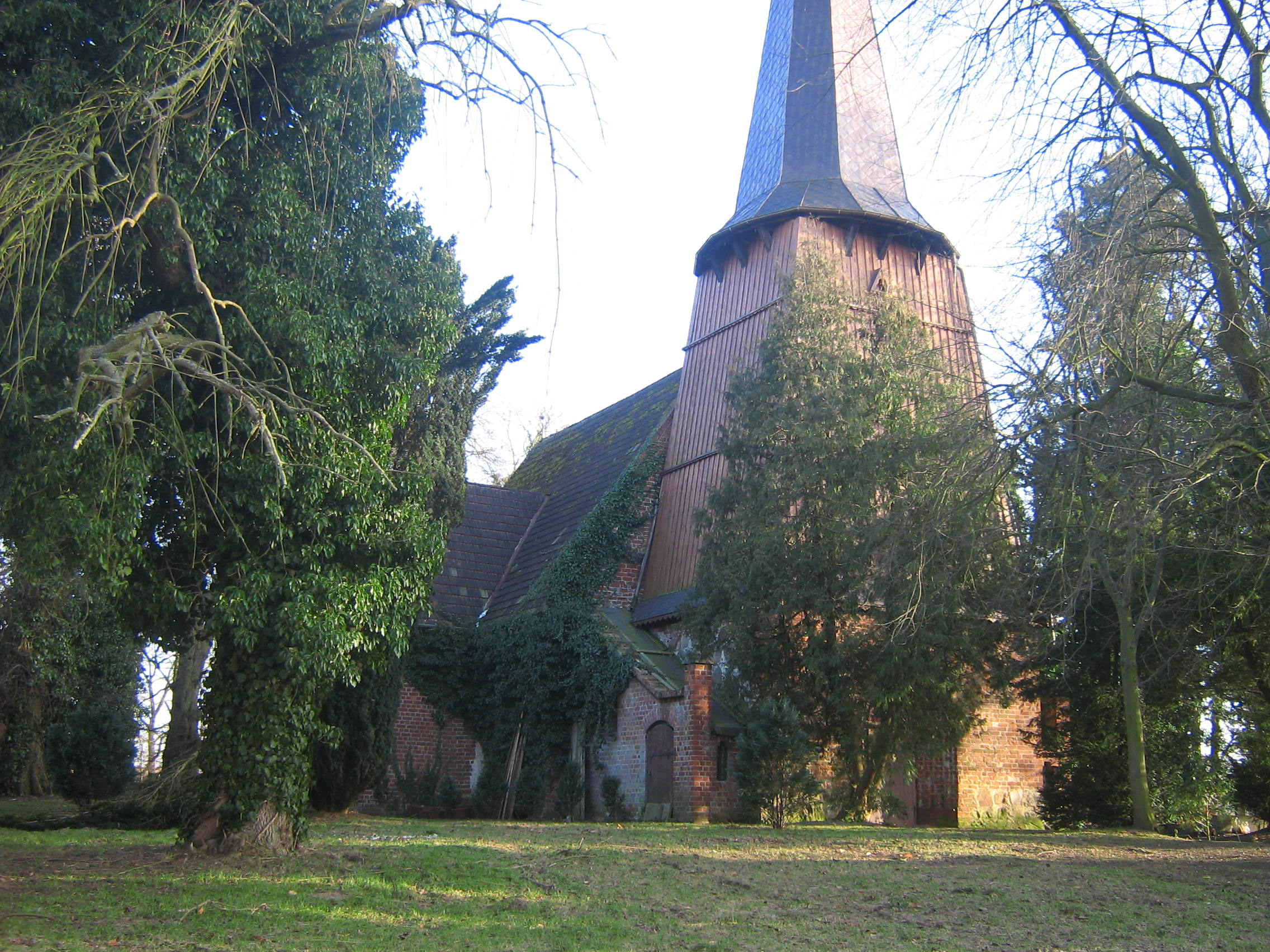
Dorfkirche (2009), bis 1945 Gotteshaus der evangelischen Gemeinde Tribsow

Die vor 1945 in Tribsow anwesende Dorfbevölkerung gehörte mit großer Mehrheit dem evangelischen Glaubensbekenntnis an. Die örtliche Pfarrkirche war in Personalunion verbunden mit der früher selbständigen Kirche Schwirsen-Bandesow. Eingepfarrt waren weiter: Brendemühl, Grambow, Marquardsmühle, Mokratz und Schwenz. Der letzte deutsche Pastor von 1933 bis Kriegsende 1945 war Theodor Weigle.
Die Pfarrkirche steht an der Westseite des Dorfs, inmitten des zum Teil von Feldsteinmauern umgebenen alten Friedhofs. Ein Pfarrer in Tribsow wurde erstmals 1443 urkundlich erwähnt.  Auf einem Ziegel des Unterbaus des Kirchturms befindet sich die Jahreszahl 1466, möglicherweise das Jahr der Grundsteinlegung. 1544 erfolgte der Anbau eines gewölbten Altarraums. Im Jahr 1594 werden zwei Glocken und Baufälligkeit von Kirchenschiff und Turm erwähnt. 1596 erfolgte die Wiederherstellung von beiden mit neuem, verbrettertem Eichenfachwerk-Oberbau des Turms auf altem Ziegelunterbau. 1690 werden an der Längsseite des Kirchenschiffs zwei Patronatsstände angebaut. Im Jahr 1897 wurde die Kirche so durchgreifend erneuert, dass nur Turm und Umfassungsmauern stehen blieben. 1937 erfolgte die Ausmalung des Innenraums.
Die Dorfkirche stand früher unter dem Patronat der Stadt Cammin, der Familie Witten, der Familie Brüsewitz aus Bandesow und anderer Familien aus Dörfern der Umgebung, die in Tribsow eingepfarrt waren.

## Schule
Tribsow hatte bis 1945 eine eigene Volksschule.

## Persönlichkeiten, die mit dem Ort in Verbindung stehen
- Karl Wilhelm Heinrich Hildebrandt (Pseudonym: Karl Norden, * 1796), Theologe und Schriftsteller, war bis etwa 1835 Prediger in Tribsow[10]
- Horst Hollatz (* 30. Januar 1941 in Tribsow), Mathematiker
- Carl Wilhelm Sellin (* 3. Juni 1793 in Tribsow; † 10. September 1850 in Ludwigslust), Pädagoge und evangelisch-lutherischer Geistlicher